# 三宅輝砂
三宅 輝砂（みやけ きさ、1999年9月19日 - ）は、日本の男性総合格闘家。愛知県出身。ZOOMER所属。現フェザー級キング・オブ・パンクラシスト。

## 来歴
空手をバックボーンに持つ。
中学2年生の時、兄にエメリヤーエンコ・ヒョードルの試合動画を見せられ、総合格闘技に興味を持つ。
その頃、近所のサンボ道場に通い始め、その後本格的に総合格闘家を志して志村道場に入門。
2015年8月2日、プロデビュー戦となったGLADIATOR 089で赤崎悠司と対戦し、1Rキーロックで勝利を収めた。
2020年12月13日、PANCRASE 320で矢澤諒と対戦し、判定3-0で勝利を収めた。
2021年4月25日、HEAT 48で倉本拓也と対戦し、判定3-0で勝利を収めた。
2021年5月30日、PANCRASE 321のネオブラッド・トーナメント フェザー級準決勝で為房光太郎と対戦し、1R5分00秒で顎の負傷によるTKO勝ちを収めた。
同日、決勝戦で牧野滉風と対戦し、1R3分03秒でリアネイキッドチョークによる勝利を収め、優勝。
2021年9月12日、PANCRASE 323で亀井晨佑と対戦し、判定1-2で敗北を喫した。
2022年4月29日、PANCRASE 327で田村一聖と対戦し、判定0-3で敗北を喫した。
2022年10月10日、PANCRASE 28TH NEO-BLOOD TOURNAMENT FINALSで小森真誉と対戦し、2R0分53秒でパウンドによるKO勝ちを収めた。
2023年3月26日、PANCRASE 331で中田大貴と対戦し、2R4分59秒でギロチンチョークによる敗北を喫した。
2023年11月12日、PANCRASE 338で桜井大康と対戦し、ニータップで組みついてバックに回り2R4分52秒でリアネイキッドチョークによる1本勝ちを収めた。
2024年2月18日、PANCRASE BLOOD.1で名田英平と対戦し、ケージを背負わせ左右フックを浴びせ、2R1分2秒でパウンドによるTKO勝ちを収めた。
2024年12月15日、PANCRASE 351のフェザー級キング・オブ・パンクラス王者決定戦で平田直樹と対戦し、顔面への右膝蹴りからのパウンドで1RTKO勝ちを収め、王座獲得。

## 人物・エピソード
- 好きな選手はエメリヤーエンコ・ヒョードル[2]。

## 戦績

### プロ総合格闘技
| 総合格闘技 戦績 | 総合格闘技 戦績 | 総合格闘技 戦績 | 総合格闘技 戦績 | 総合格闘技 戦績 | 総合格闘技 戦績 | 総合格闘技 戦績 |
| --------------- | --------------- | --------------- | --------------- | --------------- | --------------- | --------------- |
| 16 試合         | (T)KO           | 一本            | 判定            | その他          | 引き分け        | 無効試合        |
| 12 勝           | 6               | 3               | 3               | 0               | 0               | 0               |
| 4 敗            | 0               | 1               | 3               | 0               | 0               | 0               |

| 勝敗 | 対戦相手   | 試合結果                               | 大会名                                                            | 開催年月日     |
|      | 高木凌     | 試合前                                 | RIZIN.51                                                          | 2025年9月28日  |
| ○    | 中田大貴   | 1R 3:48 TKO（右ストレート）            | PANCRASE 354 【フェザー級キング・オブ・パンクラスタイトルマッチ】 | 2025年6月1日   |
| ○    | 平田直樹   | 1R 1:12 TKO（顔面への膝蹴り→パウンド） | PANCRASE 351 【フェザー級キング・オブ・パンクラス王者決定戦】     | 2024年12月15日 |
| ○    | 石田陸也   | 1R 2:34 TKO（ボディへの前蹴り）        | PANCRASE 346                                                      | 2024年7月21日  |
| ○    | 名田英平   | 2R 1:02 TKO（パウンド）                | PANCRASE BLOOD.1                                                  | 2024年2月18日  |
| ○    | 桜井大康   | 2R 4:52 リアネイキッドチョーク         | PANCRASE 338                                                      | 2023年11月12日 |
| ×    | 中田大貴   | 2R 4:59 ギロチンチョーク               | PANCRASE 331                                                      | 2023年3月26日  |
| ○    | 小森真誉   | 2R 0:53 KO（パウンド）                 | PANCRASE 28TH NEO-BLOOD TOURNAMENT FINALS                         | 2022年10月10日 |
| ×    | 田村一聖   | 5分3R終了 判定0-3                      | PANCRASE 327                                                      | 2022年4月29日  |
| ×    | 亀井晨佑   | 5分3R終了 判定1-2                      | PANCRASE 323                                                      | 2021年9月12日  |
| ○    | 牧野滉風   | 1R 3:03 リアネイキッドチョーク         | PANCRASE 321 【ネオブラッド・トーナメント フェザー級 決勝】       | 2021年5月30日  |
| ○    | 為房光太郎 | 1R 5:00 TKO（顎の負傷）                | PANCRASE 321 【ネオブラッド・トーナメント フェザー級 準決勝】     | 2021年5月30日  |
| ○    | 倉本拓也   | 5分3R終了 判定3-0                      | HEAT 48                                                           | 2021年4月25日  |
| ○    | 矢澤諒     | 5分3R終了 判定3-0                      | PANCRASE 320                                                      | 2020年12月13日 |
| ○    | 高瀬一平   | 2R 判定3-0                             | DEEP NAGOYA IMPACT KOBUDO FIGHT 24                                | 2019年11月24日 |
| ×    | 北崎匠     | 5分3R終了 判定1-2                      | GLADIATOR 003 in WAKAYAMA                                         | 2017年3月5日   |
| ○    | 赤崎悠司   | 1R キーロック                          | GLADIATOR 089                                                     | 2015年8月2日   |

### アマチュア総合格闘技
| 勝敗 | 対戦相手 | 試合結果      | 大会名                                            | 開催年月日    |
| ○    | 遠藤鉄平 | 2R アームバー | BATTLE CODE GROW UP BOUT AMATEUR FIGHTERS, VOL. 2 | 2014年9月28日 |

## 獲得タイトル
- パンクラス 第27回ネオブラッド・トーナメント フェザー級 優勝（2021年）
- 第11代フェザー級キング・オブ・パンクラス王座（2024年）